# Curvimetro

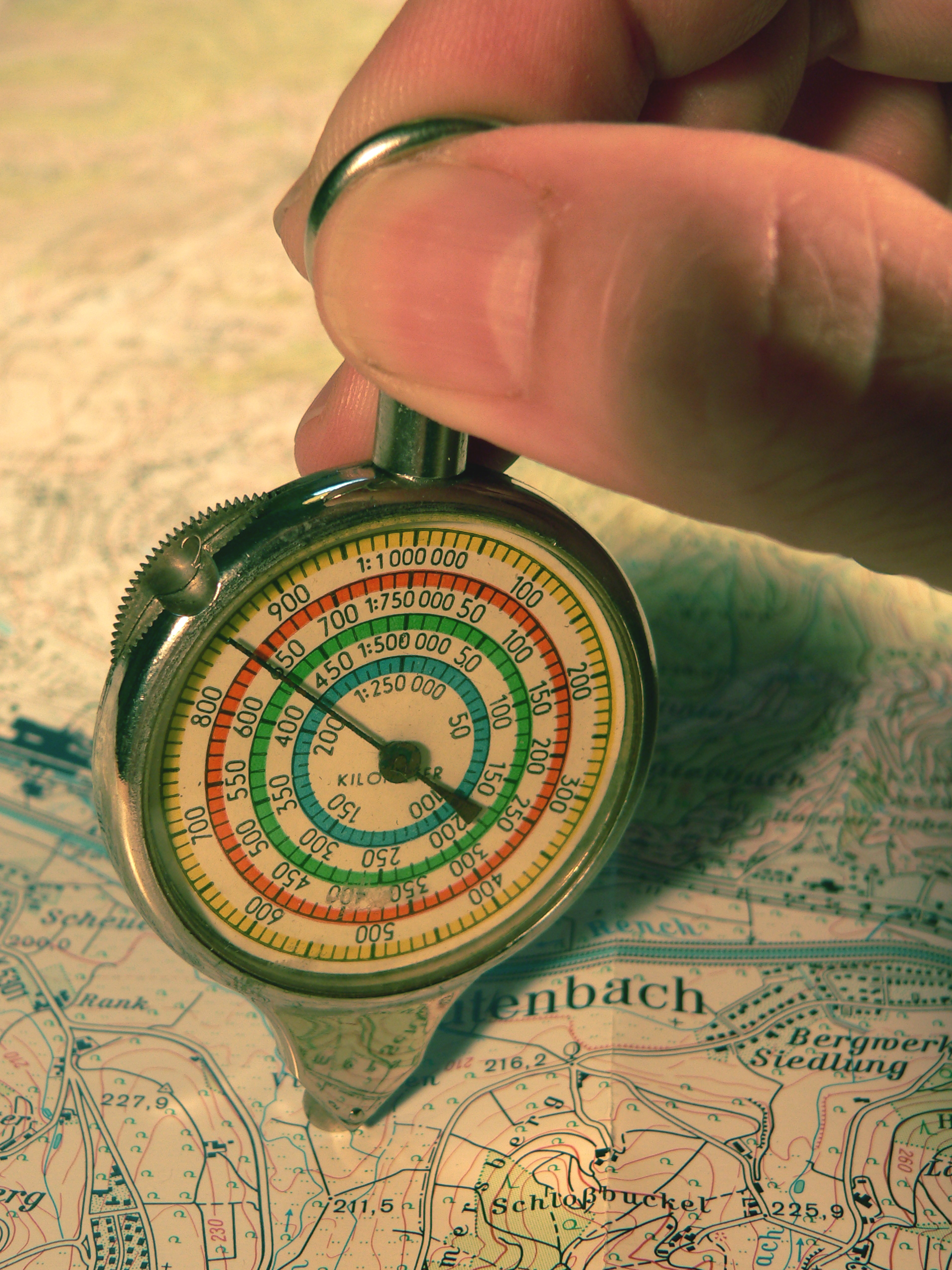
Curvimetro

Il curvimetro o cartometro è uno strumento per misurare la lunghezza di un arco di curva; specialmente su una carta geografica o topografica si usa per misurare la distanza reale. Dove sia complicato calcolare la distanza tra due punti a causa dell'irregolarità del percorso è possibile utilizzare questo strumento per semplificare la misurazione.
A causa della sua natura meccanica è consigliabile, per evitare errori, eseguire sempre misurazioni multiple.

## Funzionamento
Una rotellina di misurazione scorre sulla carta e riporta la distanza reale nella scala corrispondente.
Quelli manuali presentano una serie di scale graduate sulle quali leggere la distanza reale, in quelli elettronici bisogna impostare la scala della carta e leggere poi sul display la distanza. È uno strumento di facile ed intuitivo utilizzo, a patto di far scorrere la rotellina di misurazione sempre nel medesimo verso e di avere cura che essa rotoli in modo continuo, senza scivolare.